# Florinda Lazos León
Florinda Lazos León (San Cristóbal de Las Casas, 26 de abril de 1898 - Chiapa de Corzo, Chiapas,7 de diciembre de 1973) fue una revolucionaria mexicana, periodista, política, enfermera, maestra, diputada y sufragista.
Florinda Lazos fue una combatiente en la Revolución Mexicana. Desempeñó varios trabajos, desde enfermera hasta diputada. También fue una de las organizadoras del primer Congreso de Obreras y Campesinas de Chiapas en 1919. Lazos León representa a muchas revolucionarias que ayudaron en el avance de la igualdad en México y a la educación en Chiapas y ha sido considerada como una de las personalidades populares de esta región.

## Biografía
Florinda Lazos León nació en San Cristóbal de las Casas  en Chiapas (México) en 1898. Era hija de Abel Lazos y Sofía de León. 
Realizó estudios de primaria, secundaria y enfermería dentro del Ejército Libertador del Sur. En 1911 Florinda Lazos León acompañó a su tío, el ingeniero Manuel Lazos, y a los demás miembros de una comisión chiapaneca cuando se entrevistaron con el presidente Francisco I. Madero, en San Juan Bautista, Tabasco. Ese mismo año, un grupo de feministas de la Ciudad de México, exigieron el derecho al voto al presidente provisional, Francisco León de la Barra.
A principios del siglo XX ya había en México una agrupación precursora del feminismo que luchaba por la igualdad de la mujer, la Sociedad Protectora de la Mujer presidida por María Sandoval de Zarco.
Ingresó al Centro Antirreeleccionista de México cuando presidía esta agrupación Antonio Herrejón López.

### Revolución Mexicana

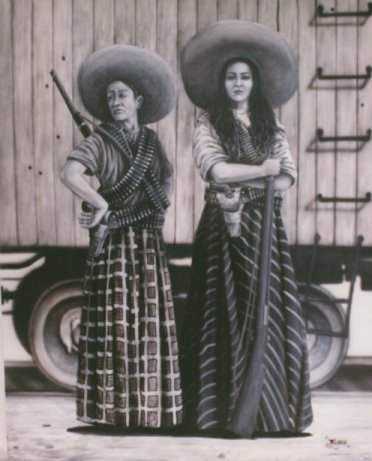
Las adelitas o soldaderas

Florinda Lazos León participó activamente en la Revolución Mexicana.
Durante la revolución mexicana o etapa armada de la revolución destacó la participación de las mujeres en el campo de batalla junto a los soldados. Estas revolucionarias se encargaban de recoger medicinas, municiones, ropa, alimentos, etc.
Lazos León, durante la usurpación huertista se incorporó, como correo, a las fuerzas zapatistas de la división del general Ángel Barrios. También fue enfermera del ejército libertador del sur con el coronel Prudencio Cassal, destacando por su entrega a la causa y entereza. Todas las mujeres que se unieron a la revolución mexicana fueron conocidas como “adelitas o soldaderas” y defendían la patria y la libertad, siendo uno de los primeros movimientos feministas.
En 1917 formó parte de la comisión de mujeres que a principios de ese año intercedió para pacificar a los rebeldes anticarrancistas de Tiburcio Fernández Ruiz, que luchaban en ese estado contra el gobierno. No solo intervino en Chiapas, también en campos de batalla del interior del país.
Lazos León fue la que entregó la noticia del asesinato de Emiliano Zapata.

### Voto femenino
Florinda Lazos León contribuyó al proceso de emancipación política y cultural de la mujer mexicana . 
Tras la constitución de 1917, el presidente Venustiano Carranza igualó al hombre y a la mujer en el hogar, también estableció que tendrían autoridad y consideraciones iguales. Junto a estas iniciativas y con el fin de lograr una emancipación económica, social y política de la mujer, Florinda Lazos León, en 1919, trabajó junto a Elvia Carrillo Puerto, en la organización del Primer Congreso de Obreras y Campesinas luchando por la igualdad de oportunidades para hombres y mujeres. Entre las reivindicaciones que hicieron estaban las siguientes: salario igual a trabajo igual, regeneración de las prostitutas, moralidad igual para ambos sexos, fundación de guarderías, dormitorios y comedores para las obreras y sus hijos, así como el derecho a votar y ser votada para cargos de elección popular.  
Este congreso se celebró en 1920 en Mérida y en él se pidieron derechos políticos para estos sectores, así como tierra y herramientas para las tareas rurales. La secretaria general de este congreso fue Elena Torres Cuéllar y formaban la mesa directiva Evelina Roy, María del Refugio García, María Teresa Sánchez y Estela Carrasco. A su vez, tenían como órgano de difusión la revista La Mujer, que aparecía quincenalmente y era dirigida por Julia Nava Ruisánchez.
En los debates de este Congreso, las Confederación Femenil Mexicana se expresó en los siguientes términos: 
El feminismo se caracteriza, por su labor pro-mujer, no importando que esta mujer sea rica, pobre, inteligente o impreparada, etc. La mujer feminista no mira el hombre como su enemigo, sino como su camarada y ambos deben actuar en un mismo plano, con los mismos derechos y obligaciones. El feminismo trabaja por la elevación de la mujer. La tribuna del feminismo es muy amplia, está en los lugares privados y públicos, pero el feminismo adquiere mayor personalidad en los sindicatos femeninos donde la mujer cuenta con mayorías; no así en los sindicatos mixtos, donde por estar integrados por un número mayor de hombres, éstos tienen forzosamente que imponer su voluntad. Esto es muy humano y no censura, únicamente se trata de que la mujer estudie y resuelva sus problemas en grupos de personas que puedan comprenderla y apreciarlas.
En 1924-1924 el gobernador de Yucatán, Felipe Carrillo Puerto, reconoció el derecho de las mujeres a participar en las elecciones municipales y estatales. Gracias a ello, Elvia Carrillo Puerto fue la primera candidata electa al Congreso de Yucatán, cargo que desempeñó por dos años pero que se vio obligada a abandonar por amenazas de muerte.
En México el sufragio femenino se legisló en 1953, y las mujeres pudieron votar por primera vez  en 1955. Chiapas fue un territorio pionero ya que este derecho se reconoció en 1925, casi treinta años antes. El 11 de mayo de 1925 siendo gobernador provisional de Chiapas, César Córdova, cuando por el decreto número 8, la mujer chiapaneca pudo ingresar por primera vez a la cámara de diputados del Congreso local, en la trigésima legislatura.  
En 1924 Florinda Lazos León fue herida por varios fernandistas cuando promovía el voto femenino. Dos años después, consiguió ser diputada del Congreso local chiapaneco, aliándose con los socialistas del sureste. Durante ese período fue dos veces prosecretaria de la Mesa Directiva del Congreso Chiapaneco. Hasta 1955 tan sólo hubo dos diputadas locales. A pesar de que se registraron cambios con el modelo revolucionario de Venustiano Carranza y Álvaro Obregón, la presencia de mujeres en cargos públicos fue escasa hasta 1955. 
Durante esta época también trabajó como periodista, llegando a fundar y dirigir en 1926 el periódico La Gleba en San Cristóbal de las Casas buscando con él la consecución de la equidad de género, porque las mujeres sobresalieran sin que fuesen mejor o estuvieran por encima del hombre, sino a la par y donde promovió su candidatura a la Legislatura de Chiapas; siendo electa diputada local del VIII Distrito de Chiapas en Tuxtla Gutiérrez el 8 de julio de 1926, convirtiéndose en la primera mujer del Estado en ocupar dicho cargo.   También fue cofundadora del periódico “El Altruista”

### Congreso nacional de mujeres obreras y campesinas
En 1931 se celebró el cuarto Congreso Nacional de Mujeres Obreras y Campesinas. Florinda Lazos León, jefa del Cuerpo Consultivo del Comité y Delegada por el Estado de Aguascalientes, intentó hacer una historia del Primer Congreso Nacional de Mujeres Obreras y Campesinas. Ahí se solicitó a la Secretaría de Agricultura que aprobara el proyecto para el establecimiento de escuelas granjas para mujeres. El fin de estas escuelas era impartir las materias más relevantes, al igual que las escuelas de primaria; con el objeto de que la campesina, como la obrera y la empleada, se prepare para actuar en el medio donde se hace necesaria la intervención de la industria a la par que la ciencia, ya que no para progresar, sencillamente para vivir. La abogada Florinda Lazos pronunció en dicho congreso las siguientes afirmaciones:

La mujer que tiene personalidad se abre paso donde quiera, aunque no disponga de recursos económicos... Todo ciudadano puede pedir respetuosamente, de acuerdo con la Constitución, que se modifique, se añada, o se reste algún artículo de los contenidos en nuestras leyes.

Durante los días que se celebró el Congreso se produjeron una serie de incidentes destacando el producido por Lazos León quien aludió a un grupo de delegadas afines a las teorías comunistas, diciendo que estas solo se han dedicado a obstaculizar la labor del Congreso. Además, calificaron a las comunistas de “malinches catequizadas por los rusos”. También se evidenciaron diferencias entre dos corrientes al discutirse sobre la confirmación de grupo políticos autónomos de mujeres como La Confederación Femenil Mexicana propuesta por integrantes del Partido Nacional Revolucionario (PNR) como Elvira Carrillo Puerto, María Ríos Cárdenas y Florinda Lazos León que planteaban:
Fue una de las organizadoras del primer Congreso de Obreras y Campesinas de Chiapas en 1919 y participó a lado de las grandes sufragistas de la política feminista de la época, como Elvia Carrillo Puerto y Hermila Galindo, luchadoras por el voto femenino en México.
En aquella ocasión, Florinda Lazos León dijo:
“No reprochamos a los hombres el alejamiento en que se nos ha tenido, no consideramos culpables a los legisladores del criterio unilateral de sus disposiciones; no encontramos vituperable pero ni siquiera raro, que en un gobierno democrático, como indudablemente es el nuestro, no se encuentren presentados los intereses de las mayorías que formamos las mujeres; todo es consecuencia de la lenta evolución de nuestra patria”…

“¡Solamente la mujer conoce sus problemas y, por lo tanto, es la única que se haya capacitada para resolverlos! El sindicalismo, con haber conquistado muchos beneficios para el trabajador, no resuelve los problemas de la mujer, necesitamos asociaciones que sean obra nuestra y para nosotras”.

Florinda Lazos León, entre otras mujeres consideraban que la mujer era la única que podía luchar por sus derechos y por resolver sus problemas, mientras que las comunistas, entre las que destacaba Cuca García, Consuelo Uranga y Concha Michel, consideraban que no podía desvincularse la lucha de las mujeres de la de los hombres. Las comunistas calificaron de “burguesas y patronales” a las simpatizantes del Partido Nacional Revolucionario. Una de las sesiones acabó con la aprehensión de comunistas acusadas de subversivas y de manifestarse contra el gobierno.

### Bloque nacional de mujeres revolucionarias
En 1934, Lazos León presidió el Bloque Nacional de Mujeres Revolucionarias, el cual fue creado en 1929. Un año después, en 1935, promovido por el Partido Comunista Mexicano y por otras fuerzas, se crea el Frente Único Pro Derechos de la Mujer, que llegó a contar con sesenta mil afiliadas. Este movimiento luchó por el voto, por la educación de las mujeres, por los hospitales, etc.; además incorporó a las mujeres en la lucha política. Entre sus dirigentes destacaron Consuelo Uranga, Frida Kahlo, Adelina Zendejas Gómez y María del Refugio García.

### Inspiración
Florinda Lazos León fue una de las pioneras del feminismo mexicano contribuyendo en el proceso de la emancipación política y cultural de la mujer mexicana, trabajó para que las mujeres adquirieran derechos y pudieran acceder a cargos públicos. Esta inquietud es la misma que se trabaja actualmente en Chiapas, ya que se buscan incrementar el número de presidentas municipales, actualmente de los 125 municipios que tiene, menos de 30 están gobernados por mujeres. Como hace más de 90 años, en Chiapas hay un gran número de mujeres pobres e indígenas que sufren discriminación y falta de acceso a la justicia, violencia política en razón de género, usurpación y suplantación de funciones cuando logran entrar en el ámbito público.

## Reconocimientos
Desde marzo de 2020 un grupo de jóvenes feministas solicitó al Honorable Congreso del Estado de Chiapas la inscripción del nombre de la primera mujer electa en Chiapas: Florinda Lazos León, toda vez que fue la primera diputada chiapaneca y con una trayectoria de lucha y participación política digna de ser reconocida. La iniciativa fue presentada en la LXVII Legislatura por la diputada Local Adriana Bustamante Castellanos. 
El 24 de marzo de 2021 se aprobó mediante el decreto 301 publicado en el Periódico  Oficial la inscripción del nombre de Florinda Lazos León con letras doradas en el muro de honor del recinto que ocupa el Congreso del Estado de Chiapas en reconocimiento por ser la primera mujer electa en Chiapas, por ser diputada del Congreso del Estado de Chiapas,  así como por su trayectoria social y política en la defensa de los derechos de la mujer en la historia de Chiapas y México.
En julio de 2021 un grupo de mujeres organizadas se unen y conforman la Colectiva Florinda Lazos, cuyo principal objetivo es recuperar la memoria histórica de las mujeres chiapanecas y mexicanas de principios del siglo XX sufragistas y que lograron la participación política, además de levantar la voz para que se cumpla el decreto 301 que autoriza al Congreso del Estado de Chiapas develar en sesión solemne el nombre de Florinda Lazos León en el muro de honor del salón de sesiones de ese recinto legislativo.
El 25 de enero de 2022 la Colectiva Florinda Lazos, devela una placa en la ciudad de Chiapa de Corzo, indicando el lugar en donde vivió y murió esa ilustre chiapaneca.
El 26 de abril de 2022 el Honorable Ayuntamiento de Tuxtla Gutiérrez, Chiapas, entrega de manera póstuma la Medalla Joaquín Miguel Gutiérrez a Florinda Lazos León por su admirable participación política, social, educativa e informativa en Chiapas.